# روکا فوکاگاوا
روکا فوکاگاوا (انگلیسی: Ruka Fukagawa؛ زادهٔ ۶ سپتامبر ۲۰۰۴) صداپیشگی در ژاپن اهل ژاپن است. وی از سال ۲۰۲۰ میلادی تاکنون مشغول فعالیت بوده‌است.